# Thermalisme au Boulou
Pour des articles plus généraux, voir Thermalisme dans les Pyrénées-Orientales et Le Boulou.
Le thermalisme au Boulou est l'utilisation des eaux thermales de la commune du Boulou, dans le département des Pyrénées-Orientales.

## Situation
Le Boulou est une commune française située au pied des Pyrénées, à l'endroit où la vallée du fleuve Tech s'élargit pour laisser place à la plaine du Roussillon. Les sources thermales du Boulou se situent au Sud de la commune, à proximité de l'ancienne chapelle Saint-Martin de Fenollar, qui fait partie de  la commune voisine de Maureillas-las-Illas.
Proche de mer Méditerranée, elle bénéficie d'un climat doux et ensoleillé prisé des touristes.

## Géologie
Le Tech s'écoule dans une vallée formée par une faille appelée faille du Tech. Le contraste entre les paysages (vallée du Tech et plaine du Roussillon d'une part, montagnes des Pyrénées d'autre part) recouvre une opposition géologique. Au sud-est du Boulou s'élève le massif pyrénéen des Albères, fait de gneiss paléozoïque, alors que la vallée repose sur du schiste métamorphique. L'eau tombée sur les Albères s'infiltre dans le gneiss puis, piégée par le schiste de la vallée, remonte suivant les failles qui la parsèment.

## Historique
Les sources thermales du Boulou ne semblent pas avoir été connues des Romains, sans doute à cause de leur température trop basse, contrairement aux sources d'eau chaude d'Amélie-les-Bains situées non loin.
En 869, une charte de Charles le Chauve mentionne une source près de Saint-Martin de Fenollar (dite source de Saint-Martin), utilisée à l'époque par les moines de l'abbaye d'Arles-sur-Tech,.
Restées peu connues, les sources du Boulou sont étudiées en 1754 puis 1756. Leur succès va croissant avec l'engouement nouveau pour le thermalisme. L'idée de créer des thermes prend forme en 1840, soutenue par le préfet. L'établissement ouvre en 1859. En 1859 également est captée la source Clémentine, puis la source du Boulou en 1868 et la source du Milieu en 1885. Ces sources sont déclarées d'utilité publique en 1898.

## Les eaux
Les eaux thermales du Boulou sont froides (entre 13 et 17 °C), riches en oligo-éléments et sels minéraux.
Elles contiennent du bore, du cuivre, du fer, du fluor, du lithium, du manganèse. Elles  sont bicarbonées sodiques, ce qui est unique dans les Pyrénées, carbo-gazeuses et chlorurées sodiques.

## Soins et cures
La station thermale du Boulou offre des soins pour les maladies cardio-artérielles, avec injections sous-cutanées de gaz thermal, bains de gaz thermal sec, douches locales de gaz sec, douches de jambes spéciales pour artérite. Le curiste peut utiliser un courant de marche à contre-courant individuel.